# Madina Diganadji
Madina Diganadji est l'un des districts de la sous-préfecture de Téliré, situé dans la préfecture de Mali en république de Guinée.

## Géographie

### Démographie
- En 2014, le district comptait 2 319 habitants selon les RGPH 2014[1].